# Demurrage
Demurrage (från demur - att försena) används för vissa typer av extrakostnader som uppstår främst vid tidsfördröjning av användning.

## I samband med transporter
Vid  skeppsfrakt avser det den kostnad som uppstår då ett lastfartygs lossning fördröjs.  
Vid järnvägstransport avser det en godsvagns kostnad vid förseningar och vid tomkörning vid återtransport till exempel.
Vid vägtransporter avser det kostnaden vid oförutsedda förseningar.
I industrin avser det kostnaden för den container den sålda varan transporteras i, vars kostnad då får bäras av själva den försålda varan.

## Valutor
I vissa bankaffärer med valuta avser det en extrakostnad, som när mynt erhålls från en bank. 